# آرنه گاربورگ
آرنه گاربورگ (انگلیسی: Arne Garborg؛ زاده ۲۵ ژانویهٔ ۱۸۵۱ درگذشته ۱۴ ژانویهٔ ۱۹۲۴) یک نویسنده اهل نروژ بود.
 گاربورگ، از نویسندگان برجسته نروژی در اواخر قرن نوزدهم بود. وی بیشتر به نروژی نو می‌نوشت و از جمله مؤسس چند روزنامه در نروژ بود. آثار گسترده وی، در معرفی اندیشه‌های فلسفی، ادبی و مذهبی به مردم نروژ، نقش مؤثری داشته‌است.

## پیشینه
آرنه گاربورگ، در منطقه حاصلخیز یَرِن در یک خانواده مالک زمین به دنیا آمد و صاحب حق وراثت بود. نخستین سال‌های کودکی وی در رفاه گذشت. اما بعد، زمانی که او ۹ سال داشت، پدرش دچار نوعی بحران مذهبی و روانی شد و این وضع به شدت تغییر کرد. سالهای نوجوانی وی همراه با دوره‌های دائمی افسردگی و تعصب مذهبی بیمار گونهٔ پدرش همراه بود. در سال ۱۸۶۹م، پدر گاربورگ، مزرعهٔ خانوادگی را فروخت و سپس جان خود را گرفت.
آرنه گاربورگ، در سال ۱۸۶۶م، در شهرک زادگاه خود، تایم، وارد مدرسه تربیت معلم شد. وی در دوران تحصیل، در نشریه دست‌نویس مدرسه فعال بود و علاوه بر شعر، مقالاتی در خصوص مسائل آموزشی و مذهبی می‌نوشت. بین سالهای ۱۸۶۶ تا ۱۸۶۸م، در شهرکی نزدیک استاوانگر، به عنوان معلم استخدام شده و مشغول تدریس بود. وی در جلسات تخصصی آموزگاران که بین سالهای ۱۸۶۸ تا ۱۸۷۰م، در تودهستران برگزار می‌شد، شرکت داشت. سپس بین سالهای ۱۸۷۰ تا ۱۸۷۱م، در ریسور تدریس کرد. بعدها او به پایتخت نروژ سفر کرد و در سال ۱۸۷۵م، بعد از شرکت در امتحانات مربوط، مدرک رسمی در شغل معلمی دریافت کرد.
 آرنه گاربورگ، در سال ۱۸۸۷م، با دختری به نام «هیلدا» ازدواج کرد و همراه همسرش به استردیلن، نقل مکان کرد. این زوج در سال ۱۸۹۷م، در شهرک آسکر در آکرهوس که در حال حاضر بخشی از استان ویکن است، در منطقه ای که به دره هنرمندان معروف شده، ساکن شدند. آرنه گاربورگ، در ۱۴ ژانویه ۱۹۲۴م، در همین شهرک، زندگی خود را وداع گفت.

### روزنامه‌نگاری
آرنه گاربورگ، در سال ۱۸۷۱م، یک نشریه ویژه، برای آموزگاران نروژ، پایه‌گذاری کرد. نام این نشریه نخست، «سمیناریست» بود و بعد به مجله صنف آموزگاران، تغییر نام داد. ضمن آنکه وی، از سال ۱۸۷۲م، در نشریه محلی تودهستران نیز ویراستار بود. در بهار سال ۱۸۷۳م، اولین کتاب از آرنه گاربورگ، منتشر شد. از سال ۱۸۷۶م، وی در استخدام یک روزنامه ادبی وقت به نام «آفتن بلاده» بود. در این دوره او از جمله در مقاله ای از تصمیم دانشگاه که به گیورگ برندس، اجازه سخنرانی نداده بود، دفاع کرد. در همین دوره، وی همچنین مقالات تندی می‌نوشت که بعدها در سال ۱۸۷۷م، به صورت کتابی، باعنوان «جنبش زبان و ملیت جدید نروژی» منتشر شد. همان سال وی مجله دیگری تأسیس کرد و در انتشار چند نشریه دیگر مشارکتی محوری داشت.

### نویسندگی
آرنه گاربورگ، در چند دوره و در چند سبک مختلف ادبی، آثاری خلق کرد که بعدها تبدیل به الگویی برای نویسندگان دیگر نروژ شد. گاربورگ، از همان دوران دانش آموزی، نوشتن را آغاز کرد و اولین رمان خود را در سال ۱۸۷۳م، منتشر کرد. در این رمان که به منظور الهام بخشیدن به اهالی روستا نوشته شده، وی با نثری واقع گرا به توصیف فقر محیط روستایی می‌پردازد و این توصیف را با نکات اقتصادی و اخلاقی همراه می‌کند. دیدگاه اخلاقی آرنه گاربورگ، با دیدگاه شماری از کارشناسان الهیات مطابقت نداشت. موردی که وی در کتابی که از یکسری مناظرات جمع‌آوری کرده بود، تحت عنوان «طلاق آزاد» بازتاب داده‌است. این کتاب در محافل سیاسی آن زمان هم در میان روشنفکران و هم متعصب‌های مذهبی بسیار بحث‌انگیز شد. از نظر بعضی از سیاستمداران نروژ در آن زمان،
آرنه گاربورگ، مرد خطرناکی به‌شمار می‌آمد، به گونه ای که درخواست وی برای دریافت کمک هزینه سفر، رد شد و در سال ۱۸۸۲م، در مجلس ملی نروژ جنجال برانگیخت. گاربورگ، از سال ۱۸۸۳م، حسابرس دولتی بود، اما در سال ۱۸۸۷م، سمت وی دیگر تمدید نشد. دولت رادیکال جدید، به رهبری یوهان اسوردروپ، که قصد آشتی با نیروهای مذهبی را داشت، انتظارات وی را برآورده نکرد و باعث سرخوردگی گاربورگ، شد.
مسئله زبان برای گاربورگ، در چندین سطح مهم بود. زمانی که وی در اواخر دهه ۱۸۷۰م، از دین سنتی فاصله گرفت، این تصمیم او آگاهانه بود و به صورت یک تعهد تداوم یافت. همزمان با افزایش فاصله با سنت‌های مسیحی، گاربورگ، به عقاید رادیکال زمان خویش نزدیک می‌شد و به تدریج دردهه ۱۸۸۰م، در کنار مردانی مانند بیورنستیرنه بیورنسون قرار گرفت و در مبارزه برای دموکراسی و آزادی شرکت کرد.

در ارتباط با مبارزات استقلال نروژ از سوئد، وی به پشتیبانی توده مردم باور داشت. در جنبش زبان نروژی نو، گاربورگ، نقشی کلیدی داشت. او زبان نروژی متأثر از دانمارکی را در تضاد با زبان اصیل نروژی می‌دید و از این نظر در نقطه مقابل بیورنسون قرار می‌گرفت. وی علاوه بر انتشار مطلب به زبان نروژی نو، در سازماندهی انتشارات محلی و برگزاری تئاتر به زبان‌های محلی بسیار فعال بود. از نظر گاربورگ، استقلال زبان، پیش شرط استقلال سیاسی یک ملت بود بود.